# GUILTY GEAR Xrd -SIGN-
『GUILTY GEAR Xrd -SIGN-』（ギルティギア イグザード サイン、GGXrd）は、アークシステムワークス開発、セガ・インタラクティブ（アーケード版）、アークシステムワークス（コンシューマ版）より発売の3D対戦アクションゲーム（対戦型格闘ゲーム）。
2014年2月20日にアーケード用タイトルとしてリリース。同年12月4日にPlayStation 3・PlayStation 4にてコンシューマ版、2015年12月10日にSteamでの配信でWindows版がリリースされた。
本項では、2015年8月25日よりリリースされたアップデート版である『GUILTY GEAR Xrd -REVELATOR-』（ギルティギア イグザード レベレーター、GGXrdR）、2017年3月30日リリースの『GUILTY GEAR Xrd REV 2』（ギルティギア イグザード レヴツー、GGXrd REV 2）についても記述する。

## 概要
タイトルの「Xrd」は本作が、本伝となるシリーズの一作目『GUILTY GEAR（GG）』、二作目『GUILTY GEAR 2 OVERTURE（GG2）』と、一作目の物語を補完する外伝シリーズ『GUILTY GEAR X（GGX）』、『GUILTY GEAR XX（GGXX）』から続いて、両方の観点から見ても「3番目の作品」であるという点から命名されている。シリーズの生みの親である石渡太輔が手がける格闘ゲームとしては、GGXXから10年ぶり、シリーズとしてはGG2から7年ぶりの続編となる。
ストーリーは、前作GG2からの直接の続編である。また、『パチスロ ギルティギア ヴァステッジ』もGG2後のストーリーとしてつながりがある。
これまでの「GUILTY GEARシリーズ」は、GG2を除き2Dグラフィックによる対戦格闘ゲームであったが、今回はキャラクターを含め全てのビジュアルを3Dポリゴンにて描写している。ゲームシステムは、3Dグラフィックを用いているが、2D格闘ゲームと同系統である。これは、過去にアークシステムワークスが開発した『バトルファンタジア』や、同時期に稼働していたカプコンの『ストリートファイターIV』シリーズと同じである。
「Xrd」時点で展開されていた全作ならびに関連商品の作品内情報を統合し、用語集として収録している。
ストーリーモードでは長時間に及ぶ映像が収められており、映像を見ることに特化してるため格闘ゲームとしてだけでなく映像作品としても注力している。ストーリーの前日譚に当たる各キャラのエピソードモードも収録（モード中の戦闘回数が少なく、お手軽モードを選択可能）。一般的な格闘ゲームと比較してストーリーをソフト単品で楽しむことが可能な一方で、コンシューマ版の発売に当たり、アークシステムワークスは2014年12月上旬、コンシューマ版のストーリーモードのネタバレ自粛を呼びかけた。
ニコニコ動画にて、2016年4月28日から5月31日までの期間限定でストーリーモードの全ムービーを配信している。2016年8月12日から8月31日には再配信も行われ、GGXrd REV 2の発売に伴い2017年4月28日から2017年5月7日まで再々配信されている。

## ゲームシステム
GGXrdのゲームシステムは、GGXXをベースに新規プレイヤーが参加しやすいシンプルな格闘ゲームを目的として始まり、GGシリーズの恒例であった新しいシステムを導入していく方針は極力避け、既存のシステムの拡張を主として作られた。中でもギルティギアシリーズを代表するシステムであるロマンキャンセルには大きく手が加えられている。

### 仕様変更された主なシステム
ロマンキャンセル
旧作のフォースロマンキャンセルの簡易版。ほぼ全ての状況で発動可能になり、状況により3種類に分散化されている 。 その全てのロマンキャンセルに共通して、ロマンキャンセル後は自分以外の時間の流れが遅くなる効果が付加された。時間の流れが遅くなる効果の持続時間と、テンションゲージの消費量はそれぞれ異なる。
ダストアタック
旧作のホーミングジャンプに加えて、前方に地上ダッシュするホーミングダッシュが可能になり、画面端での強力なコンボが狙いやすくなった。
一撃必殺技
一撃必殺準備を行わないと発動不可および外すとそのラウンドでのテンションゲージが消失するペナルティ等は『GGX』と共通ではあるが、特定の条件を満たせば一撃必殺準備のモーション中に相手の動きが停止するようになった。これにより状況やキャラクター次第ではコンボのフィニッシュパーツとして組み込みやすくなっている。また一撃必殺技の演出もサイドビューからフルCGのムービー形式となった。

### 主な追加システム
デンジャータイム
互いの攻撃が相殺した際、 "デンジャータイム" という特殊な時間にランダムで突入するようになった。デンジャータイム中に攻撃をヒットさせると "モータルカウンターヒット" となり、より強力なコンボが可能となった。
ブリッツシールド
旧作の "スラッシュバック" の簡易版。レバーを前後に入れずHS+P or K or Sを押すと、テンションゲージを25%消費し "ブリッツシールド" が展開できるよになり、この間に攻撃を受けると相手の攻撃を弾き、反撃のチャンスを得ることが出来る。GGXrdRでは、シールドの受付時間の増加や、ボタンを押す時間で派生するブリッツシールドチャージアタックの追加など、より使いやすい調整がされた。
バースト覚醒必殺技
GGXrdRより追加。特定の覚醒必殺技をDボタンで入力すると、バーストゲージを全消費して性能が向上する。
M.O.Mモード
一人用のステージクリア型の対戦アクションゲームモード。CPUを倒した際に得られるメダルを集めることで、さまざまな効果を持つスキルやアクセサリが購入できるようになり、キャラクターを強化して高得点を狙う。

## ストーリー

### GGXrd
西暦2187年10月21日、かつて「日本」と呼ばれた場所に「ラムレザル=ヴァレンタイン」と名乗る人物が出現し、全人類の抹殺を宣言。かつてイリュリア連王国で破壊活動を行った実行犯である「ヴァレンタイン」と同じ名を冠した人物の声明に、事態を知る者達はそれぞれに行動を開始する。
ラムレザルの宣戦布告は、彼女の妹であるエルフェルト=ヴァレンタインをはじめとする人々の尽力により阻止されたかに見えたが、ラムレザルの宣戦布告は陽動にすぎず、都市バビロンは突如出現した飛行物体「ゆりかご」によって住民ごと消し去られた。
カイ達が辛うじて「ゆりかご」を破壊させた時、「ゆりかご」の中から最初の姿のジャスティスが現れた。
シンはラムレザルからジャスティスの目的地を聞き出し、イリュリア城でソルはジャスティスを倒した。
そのとき、エルフェルトは使命を思い出し一度は感情を失うも、仲間達によって自らを取り戻し、自らの自由意志で自爆しようとしたが、感情を手に入れたラムレザルによって阻止される。その後、絶対防壁フェリオンに護られたまま、真の黒幕によって転移させられてしまう。

### GGXrdR
謎の怪物の出現もあり、エルフェルトの捜索が難航する中、ソルはある人物の助けを受けた。
一方、第二連王・レオ=ホワイトファングはジャパニーズコロニーの住民達が陥った原因不明の体調不良の調査にあたっていた。
そして、アサシン達はベッドマンへの復讐を胸に行動を再開した。

## 登場キャラクター
キャラクター全体のバランスを考えた上で選別を行い、デザインにも大きな調整が加えられた。
従来作から続投したキャラクターの声優は基本的に続投しているが一部のキャラクターの担当声優は変更されている。
なお、GGXXからスレイヤーのキャラクターボイスを担当していた家弓家正は2014年9月30日に死去したため、GGXrdR以降の作品では土師孝也が担当している。

### プレイヤーキャラクター
- ソル＝バッドガイ
- カイ＝キスク
- メイ
- ミリア＝レイジ
- ザトー＝ONE
- ポチョムキン
- チップ＝ザナフ
- ファウスト
- アクセル＝ロウ
- ヴェノム
- スレイヤー
- イノ
- ベッドマン
- ラムレザル＝ヴァレンタイン - 2014年4月8日よりタイムリリース[10]。
- シン＝キスク - CS版GGXrdより追加。
- エルフェルト＝ヴァレンタイン - CS版GGXrdより追加。
- レオ=ホワイトファング - CS版GGXrdより追加。
- ジャック・オー - 2015年8月25日 (GGXrdR稼働) より追加。
- ジョニー - 2015年8月25日 (GGXrdR稼働) より追加。
- 蔵土縁紗夢 - 2015年9月24日よりタイムリリース。
- ディズィー - 追加キャラクター選抜総選挙1位によりプレイアブル化が決定。CS版では2016年7月19日よりDLCにより使用可能[11]。2016年8月4日よりAC版でもアップデートにより選択可能になった。
- 琴慧弦（クム＝ヘヒョン） - CS版GGXrdRより追加。AC版稼働初期はNPCであった。ディズィー同様2016年8月4日よりAC版でもプレイアブル化。
- レイヴン - CS版GGXrdRより追加。AC版稼働初期は慧弦同様NPC。2016年8月4日よりAC版でもプレイアブル化した。
- 梅喧 - GGXrd REV 2 より追加。
- アンサー - GGXrd REV 2 より追加。

### ノンプレイアブルキャラクター
- Dr.パラダイム - GGXrdのストーリーモードにて登場。
- ザッパ - GGXrdRのストーリーモードにて登場。
- ロボカイ - GGXrdRのストーリーモードにて登場。

## 開発の経緯
ゲームの構想自体はGG2の制作が終わった直後の2008年頃に立ち上がり、GGシリーズの具体的な開発プロジェクトとして発足したのは2011年春頃。このときに "3Dグラフィックスを採用すること" がほぼ決定し、社内向けプレゼンテーションのためのパイロットムービーが制作された。プロトタイプ版の開発が始まったのは2011年後半で、暮れ頃にUE3の採用が決定。本格的な開発作業に着手したのは2012年後半で、実制作期間は1年半ほどだった。
当初、石渡は独自に「ベクトルグラフィックスを2D格闘ゲームに応用できないか」と研究を進めていたが、いわゆるフォトリアル系のビジュアルで作り込んでいくことに限界も感じていた。同じ頃、本村が研究していた、セルアニメ的な表現をリアルタイムで行う「トゥーンシェーダ」（Toon Shader, Cel-Shader）の成果が石渡の目に留まり、最終的にトゥーンシェーダを使うことが決定した。プログラム面では、『バトルファンタジア』の開発を経験していたため、大きな不安はなかった。
このことについて、ゼネラルディレクター・石渡太輔は「2Dグラフィックについては、BLAZBLUEで頂点を極めた個人的な印象があったので、同じ事をやっても比較されてしまう」、「GUILTY GEAR 2 OVERTUREという形で新路線を打ち出すのに前後して2D対戦型格闘ゲームの人気やニーズを認識したため、改めてその格ゲーを作るならどういった形で新しさや魅力を表現できるか、感動を作り出せるかということを考え続けてきた。」「それに続く新作のギルティギアで何をしたらファンにインパクトを与えられるのか。そう考えたときの結論が "ドット画かセルアニメにしか見えないリアルタイム3Dグラフィックス" だったんです。」と説明している。
また、格闘ゲームにおける新たなスタンダードとなりえるビジュアルを提示し、これをきっかけに新旧プレイヤーが生み出す格闘ゲームの新時代を開きたい思いがあったという。

### Unreal Engineの採用
GGXrdは、Epic Games製のゲームエンジンUnreal Engine 3（UE3）ベースで制作されている。アークシステムワークスは以前、3Dグフィックスを採用したGG2をフルスクラッチの自社製ゲームエンジンで開発したことがあるが、これを改良する制作期間の余裕がなく、その他の既存のゲームエンジンで制作することが必要だと考えた。この際、あらかじめバージョンアップが予期されているGGXrdは、エンジン側が安定しているほうがやりやすいと考え、UE3の採用を決定した。その主な理由として、UE3は2005年頃から採用タイトルがリリースされており、先行して取り組んできた開発者達からのフィードバックによって、機能的にとても安定したものになっていたためだった。
そのほか、エンジン選定を開始した頃、Epic Gamesが次世代ゲームエンジンとして新たにUnreal Engine 4（UE4）を発表したため、UE3のディスカウントが進み、中小のスタジオでも手を出しやすい価格になってきたことや、GGXrdのプロトタイプ版を見たEpic Gamesがこれを高く評価し、多角的な支援を受けたこと、UE3の統合ツールとしての使い勝手が非常に良く、アーティストとプログラマーの間での開発効率が高いことなどが決定打となった。

### グラフィック
GGXrdのビジュアルの最終目的はセルアニメであり、開発チームは現実的ではない、絵描き的に正しいものを目指した。そのため、セルアニメ的な表現を3Dグラフィックスで再現するにあたり、物理的にはあり得ない光源・影や、ドット画では表現できなかったキャラクターの表情、アニメ的なデフォルメをされたモーション・エフェクト・バトルステージの遠近パースなど、時にはUE3を改造し、様々な工夫が凝らされた。

### アニメーション
ゲームで使用されているアニメーションは全て3Dグラフィックスであり、ゲーム中で流れているムービーもほぼ全て登場するゲームキャラクターの動きを利用している。唯一ソルだけがゲームとは衣装が違う為、1から作り直されている。

## 年譜
- 2014年
  - 2月20日 - ALL.Net p-rus MULTIで配信開始。
  - 4月8日 - Ver.1.02稼働 (ラムレザル追加など) 。
  - 12月4日 - PS3・PS4版が発売。
- 2015年
  - 3月19日 - Ver.1.10稼働 (家庭用版キャラクターの追加、バランス調整) 。
  - 8月25日 - GGXrdRの配信開始。
  - 9月24日 - Ver.1.02稼働 (蔵土縁紗夢追加、M.O.Mモード追加、不具合修正) 。
  - 9月24日 - プレイアブルキャラ選抜総選挙が実施。10月13日に投票が終了。1位となったディズィーの追加が決定された。
  - 12月10日 - GGXrd-SIGN-のWindows版がSteamで配信開始。
- 2016年
  - 5月26日 - GGXrdRのPS3・PS4版が発売。
  - 12月15日 - GGXrdRのWindows版がSteamで配信開始。
- 2017年3月30日 - GGXed REV 2の配信開始。
- 2018年9月15、16日 - セガ秋葉原1号館・ハイテクランドセガ西中島で、オンライン対戦のロケテストを実施。[15]

## 主なスタッフ
- 開発 : アークシステムワークス
- 共同開発 : チームレッド　アンリアル・エンジン
- ゼネラルディレクター : 石渡太輔
- ディレクター : 山中丈嗣
- リードプログラマー : 家弓拓郎
- アートディレクター / チーフアニメーター : 坂村英彦
- リードモデラー / テクニカルアーティスト : 本村・C・純也
- 統括バトルディレクター : 関根一利
- 音楽 : 石渡太輔、佐藤ノリチカ

### 評価
3DCGでありつつセルアニメ調表現を追求したグラフィックは高く評価され、CEDEC AWARDS 2015のビジュアル・アーツ部門最優秀賞を受賞した。